# Pachymelus
Pachymelus is een geslacht van vliesvleugelige insecten uit de familie bijen en hommels (Apidae)

## Soorten
- P. abessinicus (Friese, 1913)
- P. androyanus Brooks & Pauly, 2001
- P. beharensis Benoist, 1962
- P. bettoni (Cockerell, 1910)
- P. bicolor Saussure, 1890
- P. ciliatus Friese, 1922
- P. claviger Benoist, 1962
- P. conspicuus Smith, 1879
- P. festivus (Dours, 1869)
- P. flavithorax Benoist, 1962
- P. heydenii Saussure, 1890
- P. hova (Saussure, 1890)
- P. limbatus Saussure, 1890
- P. micrelephas Smith, 1879
- P. oculariellus Brooks & Pauly, 2001
- P. ocularis Saussure, 1890
- P. peringueyi (Friese, 1911)
- P. radovae Saussure, 1890
- P. ratsiraka Brooks & Pauly, 2001
- P. reichardti Stadelmann, 1898
- P. unicolor (Saussure, 1890)